# Unfallkrankenhaus Wien Lorenz Böhler

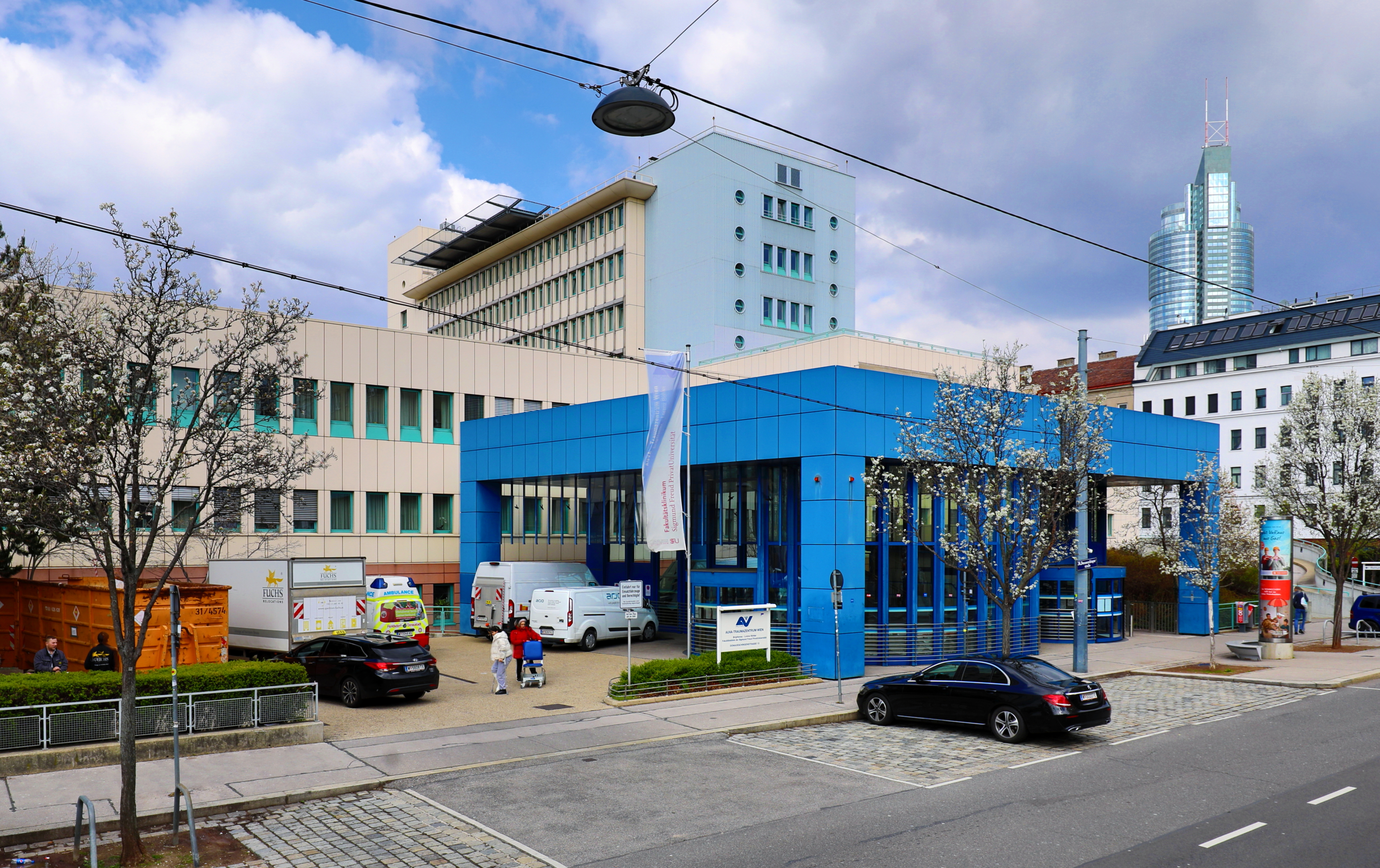
AUVA-Traumazentrum Wien – Standort Lorenz Böhler (Lorenz-Böhler-Unfallkrankenhaus)

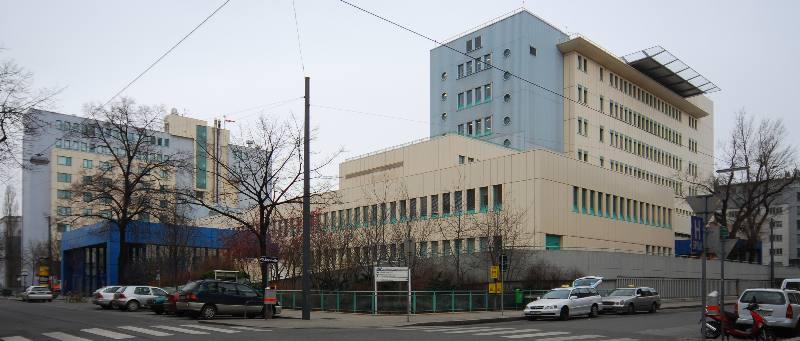
Ostansicht des Unfallkrankenhauses

Das Unfallkrankenhaus Wien “Lorenz Böhler” (auch Lorenz-Böhler-Unfallkrankenhaus, seit 2018 offiziell AUVA-Traumazentrum Wien – Standort Lorenz Böhler) ist ein Unfallkrankenhaus in der Donaueschingenstraße 13 im 20. Wiener Gemeindebezirk Brigittenau. Der Vorgängerbau war das erste Unfallkrankenhaus in Wien. Trägerorganisation ist die Allgemeine Unfallversicherungsanstalt (AUVA). Seit Jänner 2018 sind die Standorte Unfallkrankenhaus Meidling und Unfallkrankenhaus Lorenz Böhler im Traumazentrum Wien der AUVA unter einem organisatorischen Dach zusammengefasst. Dementsprechend findet man auf der Liste der Krankenanstalten des Bundesministeriums nur mehr jenes aufgelistet.
Seit 2020 ist es Fakultätsklinikum und Kooperationspartner der Sigmund Freud PrivatUniversität.

## Geschichte
Die ersten Anfänge für die Unfallchirurgie in Wien gab es sowohl an der I. Chirurgischen Klinik unter Anton Eiselsberg und der II. Chirurgischen Klinik des Allgemeinen Krankenhauses unter Julius Hochenegger, die an ihren Kliniken erste unfallchirurgische Abteilungen einrichteten.
Auf Drängen von Lorenz Böhler stellte die Allgemeine Unfallversicherungsanstalt (AUVA) in einem ihrer Bürohäuser in der Webergasse 2–6 im 20. Wiener Gemeindebezirk zwei Stockwerke zur Verfügung, die in ein Unfallkrankenhaus umgebaut wurden, das zeitgenössisch als Unfallkrankenhaus in der Webergasse benannt wurde. Mit den Arbeiten wurde 1923 begonnen und im Jahr 1925 erfolgte die Eröffnung. Lorenz Böhler wurde zum ärztlichen Leiter und Primar ernannt. In diesen Funktionen war er bis 1963 tätig und machte das Unfallkrankenhaus zu einem weltweiten Vorbild für Unfallkrankenhäuser.

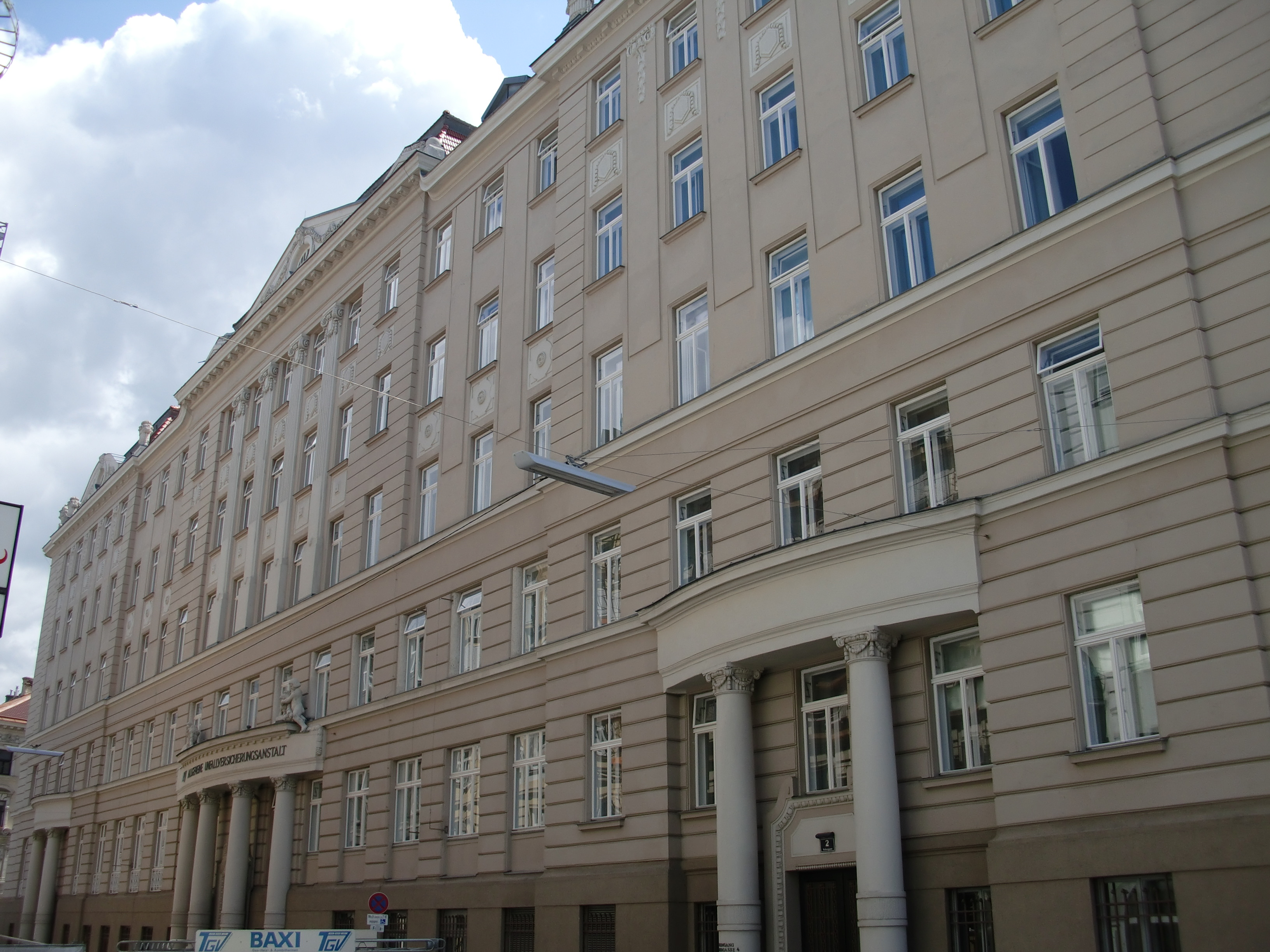
Ehemaliges Unfallkrankenhaus in der Webergasse, Hausnummer 2–4: erstes Unfallkrankenhaus in Wien, heute AUVA Landesstelle Wien

Aus dem Spital mit ursprünglich 52 Betten entwickelte sich bis 1934 ein Krankenhaus mit 120 Betten sowie mehreren Operations- und Turnsälen.
Im Jahr 1945 wurde das Unfallkrankenhaus durch Bombentreffer schwer beschädigt, der Betrieb konnte aber aufrechterhalten werden. Heute ist in dem Gebäude des ehemaligen Unfallkrankenhauses die AUVA-Landesstelle Wien untergebracht.

### Eröffnung des Neubaus 1972
Ein Jahr nach dem Rücktritt von Lorenz Böhler beschloss die Allgemeine Unfallversicherungsanstalt 1965 den Neubau des Spitals in der Donaueschingenstraße.
Baubeginn war im Jänner 1967. Am 9. November 1972 erfolgte die Inbetriebnahme des Lorenz-Böhler-Krankenhauses.
Im Jahr 1985 wurde am Unfallkrankenhaus Wien „Lorenz Böhler“ eine Außenstelle der Wiener Heilstättenschule eingerichtet.
Heute (Stand April 2018) verfügt das Krankenhaus über 128 Betten.

### Sanierung 2024
Am 28. Februar 2024 gab die Allgemeine Unfallversicherungsanstalt bekannt, dass das „50 Jahre alte Gebäude bau- und brandschutztechnische Maßnahmen erfordert, die weder kurzfristig noch im laufenden Betrieb umsetzbar sind“ und dass „in einem ersten Schritt bis Jahresende die stationären Leistungen am Standort Meidling des Traumazentrums Wien und in Kooperation mit dem Wiener Gesundheitsverbund am Standort des Allgemeinen Krankenhauses der Stadt Wien (AKH) erbracht werden.“
In den folgenden Tagen überstürzten sich die Meldungen: Die Meduni Wien verkündete, nicht in die Pläne der AUVA eingebunden gewesen zu sein und befürchtete eine Verschlechterung der ohnehin angespannten medizinischen Versorgungslage. Der Ärztekammer-Präsident bezeichnete die Schließung als überstürzt, die Brandschutzprobleme seien bereits seit 2014 bekannt gewesen.

## Ärztliche Leiter
- Lorenz Böhler (1925–1963)
- Anton Perschl (1963–1968)
- Josef Ender (1968–1969)
- Jörg Böhler (1970–1983)
- Johannes Poigenfürst (1984–1997)
- Harald Hertz (1997–2014)
- Thomas Hausner (seit 2015)

## Ausstattung
Das Unfallkrankenhaus Wien „Lorenz Böhler“ verfügt in der Unfallchirurgie auf 4 Stationen über 118 Betten und das Institut für Anästhesie und Intensivmedizin über eine Intensivstation mit 10 Betten.
- medizinisch-chirurgisches Labor
- Schockraum mit integriertem Computer-Tomographen und Röntgen für Schwerverletzte
- 5 Operationssäle
- Röntgen:

- PACS Großgeräte:

- Computer-Tomograph
- Magnetresonanz-Tomograph
- Durchleuchtung
- Angiographie
- 6 Aufnahmeplätze
- 6 Bildwandler
- farbcodierte Doppler-Sonographie
- Ultraschallgerät

- Physiotherapie:

- Stationäre und ambulante Betreuung:

- Einzel- und Gruppengymnastik
- Elektrotherapie
- Lasertherapie
- Ultraschalltherapie
- Lymphdrainage
- Cybex
- Lido

- Ergotherapie
- EEG
- EMG
- ENG
- NLG
- Hubschrauberlandeplatz

## Forschungszentrum für Traumatologie der AUVA
Im Forschungszentrum für Traumatologie der Allgemeinen Unfallversicherungsanstalt arbeiten seit 1980 das Forschungsinstitut für Traumatologie der AUVA und das Ludwig-Boltzmann-Institut für Experimentelle und Klinische Traumatologie zusammen, um die diagnostischen und therapeutischen Maßnahmen in der Unfallchirurgie und Intensivmedizin zu verbessern.
Sitz des Forschungszentrums ist das Unfallkrankenhaus Wien „Lorenz Böhler“. Seit 2003 besteht eine Außenstelle in Linz (Oberösterreich).

## Architektur

### Webergasse 2–6
Das Haus Webergasse 2–6 in der Brigittenau wurde von Hans Schneider zwischen 1911 und 1912 als monumentaler Bau im neoklassizistischen Stil mit symmetrisch gegliederter Fassade mit Flachrisaliten und repräsentativen Säulenportalen mit Puttenfiguren errichtet. Es dient nach wie vor der AUVA als Bürogebäude.

### Donaueschingenstraße 13
Architekt des Neubaus, der erstmals in Österreich in Stahlskelett-Leichtbauweise errichtet wurde, war Adolf Hoch.